# John Cordier
John Cordier (Oudenburg, 1er septembre 1941 - Bonheiden, 22 janvier 2002) est un homme politique et homme d'affaires belge. 

## Biographie
Il fonde la société Telindus en 1969 et en devient le président. En octobre 1999, il succède à Julien De Wilde en tant que président du conseil d'administration d'Agoria (Fédération de l'industrie technologique).
John Cordier a également été très actif dans le sponsoring. Il a été président du club de football FC Malines (Belgique) de 1982 à 1993. Grâce à ses investissements, le club a pu acquérir de grands joueurs et gagner la Coupe d'Europe des vainqueurs de coupe 1988.